# Tally Brown
Tally Brown (* 1. August 1924 in New York City; † 6. Mai 1989 ebenda) war eine US-amerikanische Sängerin sowie Schauspielerin und gehörte zu den Warhol-Superstars.

## Leben und Werk
Brown etablierte sich in der New Yorker Underground-Szene als eine beachtete Künstlerin. Einer breiteren Öffentlichkeit wurde sie unter anderem durch den Dokumentarfilm Tally Brown, New York (1979) von Rosa von Praunheim bekannt, der mit dem Deutschen Filmpreis ausgezeichnet wurde.

## Filmografie (Auswahl)
- Batman Dracula (1964)  von Andy Warhol
- Camp (1965) von Andy Warhol
- The Illiac Passion (1967) von Gregory Markopoulos
- ★★★★ (1967) von Andy Warhol
- Scarecrow in the Garden of Cucumbers (1972) von Robert J. Kaplan
- Tally Brown, New York (1979) von Rosa von Praunheim